# Miguel de Werna
Miguel de Castro Canto e Melo de Werna e Bilstein, conhecido também como Miguel de Werna, (Porto Alegre, 1836 —  Rio de Janeiro, 1896) foi um escritor e jornalista brasileiro.

## Biografia
Filho de Ernesto Frederico de Werna Bilstein. Assim como seu pai, era polêmico e anti-clerical, era um monarquista extremado e inimigo de Karl von Koseritz, a quem apelidou de Capitón Borrachón, e de Ramiro Barcelos.
Iniciou sua carreira de jornalista-empresário publicando o jornal Atualidade, em 1867, depois fundou o semanário ilustrado O Século, em 1880, que o deixou famoso como jornalista virulento. As ilustrações e caricaturas estavam a cargo de Araújo Guerra. Foi membro da Sociedade Partenon Literário. Com a Proclamação da República, cercado de inimigos, mudou-se para o Rio, onde morreu no ostracismo.